# Hofje Ceramstraat
Het Hofje Ceremstraat is de officieuze benaming van 24 woningen, van oorsprong bedoeld als hofje voor ouden van dagen, aan de Ceramstraat in de Korrewegwijk in de stad Groningen. Het hofje in de interbellumstijl is in 1937 gebouwd in opdracht van de gemeente (Gemeentewerken).
Het hofje is te bereiken via een 40 meter lang pad met pergola. Door begroeiing aan beide zijden heeft de ruimte voor de huisjes het karakter van een binnentuin. De huizen die met de voordeur uitkomend op deze tuin, staan op een lijn met een kleine knik in het midden. Aan beide zijden zijn twee huizen haaks op deze lijn gebouwd.
Het hofje is als woningcomplex Hofje voor ouderen opgenomen als beschermd stads- en dorpsgezicht (objectnummer:100882)
Aduardergasthuis ·
Anna Varvers Convent ·
Armhuiszitten Convent ·
Hofje Ceramstraat ·
Corneliagasthuis ·
Doopsgezind Gasthuis ·
Gerarda Gockingahuis ·
Hesselinkstichting ·
Jacob en Annagasthuis · 
Juffer Margarethagasthuis ·
Juffer Tette Alberdagasthuis ·
Jan Luitjensgasthuis ·
Mepschengasthuis ·
Middengasthuis (Kleine Rozenstraat) ·
Middengasthuis (Grote Leliestraat) ·
Latteringe Gasthuis ·
Pelstergasthuis ·
Pepergasthuis ·
Pieternellagasthuis ·
Remonstrants Gasthuis ·
Rustoord ·
Sint Anthonygasthuis ·
Sint Martinusgasthuis ·
Hofje Tellegenstraat ·
Ter Schouw-Van Sanen Stichting ·
Typografengasthuis ·
Ubbenagasthuis ·
Vrouw Fransensgasthuis ·
Vrouw Wilsoors- of Aaffien Olthofsgasthuis ·
Weldadige Stichting Ketelaar-Bos ·
Wytzes- of Schoonbeeksgasthuis ·
Zeylsgasthuis